# Marius Copil
Marius Copil (Arad, 17 de outubro de 1990) é um tenista profissional romeno.

## ATP Tour finais

### Duplas: 1 (1 título)
| Legenda                           |
| --------------------------------- |
| Grand Slam (0–0)                  |
| ATP World Tour Finals (0–0)       |
| ATP World Tour Masters 1000 (0–0) |
| ATP World Tour 500 Series (0–0)   |
| ATP World Tour 250 Series (1–0)   |

| Finais por Piso |
| --------------- |
| Duro (0–0)      |
| Saibro (1–0)    |
| Grama (0–0)     |
| Carpete (0–0)   |

| Resultado | N. | Data          | Torneio                                       | Piso   | Parceiro     | Oponentes                   | Placar            |
| --------- | -- | ------------- | --------------------------------------------- | ------ | ------------ | --------------------------- | ----------------- |
| Campeão   | 1. | 26 Abril 2015 | BRD Năstase Țiriac Trophy, Bucareste, Romênia | Saibro | Adrian Ungur | Nicholas Monroe Artem Sitak | 3–6, 7–5, [17–15] |

## ATP Challenger Tour finais

### Simples: 4 (2–2)
| Legenda                   |
| ------------------------- |
| ATP Challenger Tour (2–2) |

| Posição | N. | Data              | Torneio         | Piso     | Oponente         | Placar             |
| ------- | -- | ----------------- | --------------- | -------- | ---------------- | ------------------ |
| Vice    | 1. | 23 Maio 2010      | Cremona, Itália | Duro     | Denis Gremelmayr | 4–6, 5–7           |
| Campeão | 2. | 6 Fevereiro 2011  | Kazan, Rússia   | Duro (i) | Andreas Beck     | 6–4, 6–4           |
| Vice    | 3. | 5 Fevereiro 2012  | Kazan, Rússia   | Duro (i) | Jürgen Zopp      | 6–7(4–7), 6–7(4–7) |
| Campeão | 4. | 17 Fevereiro 2013 | Quimper, França | Duro     | Marc Gicquel     | 7–6(11–9), 6–4     |

### Duplas: 1 (1–0)
| Legenda                   |
| ------------------------- |
| ATP Challenger Tour (1–0) |

| Posição | N. | Data            | Torneio         | Piso   | Parceiro      | Oponentes                          | Placar                  |
| ------- | -- | --------------- | --------------- | ------ | ------------- | ---------------------------------- | ----------------------- |
| Campeão | 1. | 8 Setembro 2012 | Brașov, Romênia | Saibro | Victor Crivoi | Andrei Ciumac Aleksandr Nedovyesov | 6–7(8–10), 6–4, [12–10] |